# NGC 1024
NGC 1024 est une vaste galaxie spirale située dans la constellation du Bélier. NGC 1024 a été découverte par l'astronome germano-britannique William Herschel en 1786.

## Caractéristiques
En raison d'une brillance de surface égale à 14,02 mag/am2, on peut qualifier NGC 1024 de galaxie à faible brillance de surface (LSB en anglais pour low surface brightness). Les galaxies LSB sont des galaxies diffuses (D) avec une brillance de surface inférieure de moins d'une magnitude à celle du ciel nocturne ambiant.
La classe de luminosité de NGC 1024 est I-II et elle présente une large raie HI.

### Distance
Sa vitesse par rapport au fond diffus cosmologique est de 3 306 ± 16 km/s, ce qui correspond à une distance de Hubble de 48,8 ± 3,4 Mpc (∼159 millions d'al).
À ce jour, cinq mesures non basées sur le décalage vers le rouge (redshift) donnent une distance de 46,260 ± 3,155 Mpc (∼151 millions d'al), ce qui est à l'intérieur des valeurs de la distance de Hubble.

### Morphologie, Arp 333
NGC 1024 a été utilisée dans le catalogue de Halton Arp comme une exemple de type divers de galaxie ( miscellaneous galaxy type). En fait, Arp mentionne que NGC 1024 est dotée de bras circulaires fins et que les étoiles au sud-est sont superposées à une filament.

## Groupe de NGC 1024

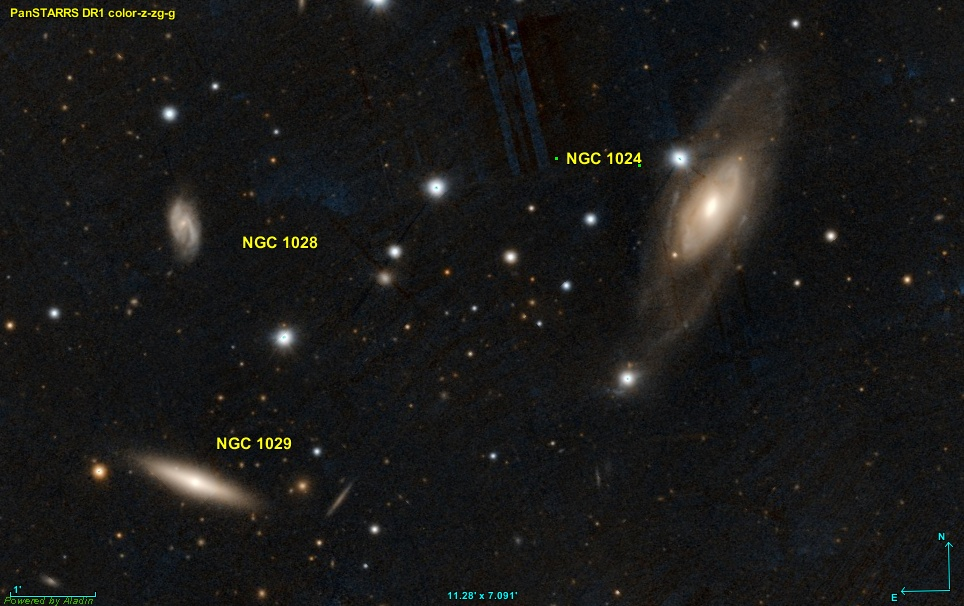
Deux des galaxies du groupe de NGC 1024, NGC 1024 et NGC 1029 et la galaxie NGC 1028.

NGC 1024 est la plus grosse et la plus brillante d'un petit groupe de trois galaxies qui porte son nom. Les deux autres galaxies du groupe de NGC 1024 sont NGC 990 et NGC 1029. D'autre part NGC 1024 et NGC 1029 forment une paire de galaxies.